# Авраменко Олександр Іванович (лікар)
Авраменко Олександр Іванович (нар. 4 жовтня 1935, Васильків (за іншими даними, Гребінки), Україна) — лікар-педіатр. Доктор медичних наук (1990), професор (1993).
Закінчив Київський медичний інститут (1959). Працював дільничим лікарем (1959–60), завідувач відділенням (1960–61), головним лікарем (1960–73) дитячої лікарні у Білій Церкві; завідувач Київського обласного відділу охорони здоров'я (1973–91); від 1991 — професор кафедри радіаційної медицини, від 1998 — професор кафедри медичної радіології Київської медичної академії післядипломної освіти.

## Праці
- Управління системою медичної допомоги дітям області // ПАГ. 1983. № 2;
- Совершенствование медицинской помощи детям, проживающим в сельской местности // СЗ. 1984. № 5;
- Организация медицинского обслуживания женщин в сельской местности. К., 1984;
- Состояние щитовидной железы у населения Киевской области после аварии на Чернобыльской АЭС // Доп. АНУ. К., 1993. № 1;
- Стан здоров'я населення Київської області через 10 років після аварії на ЧАЕС // Зб. наук.-практ. конф. «Чорнобиль і здоров'я через 10 р.». К., 1996